# Kyösti Laasonen
Kyösti Kalevi Laasonen est un archer finlandais.

## Palmarès
- Jeux olympiques
  -  Médaille de bronze à l'individuel homme aux Jeux olympiques d'été de 1972 à Munich.